# Marie Wagner

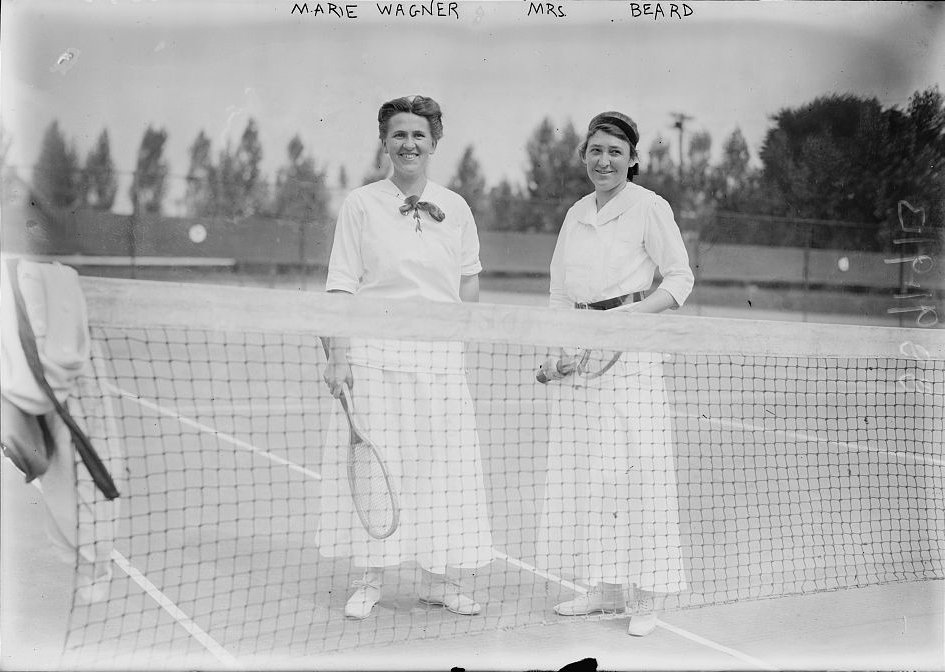
Marie Wagner till vänster.

Marie Wagner, född 2 februari 1883 i Freeport, New York, USA, död 30 mars 1975, var en amerikansk högerhänt tennisspelare. 
Marie Wagner var en av USA:s 10 bästa tennisspelare perioden 1913-22 och rankades som bäst som nummer 3 (1914) i USA. Ännu 1922, vid 39 års ålder, rankades hon som nummer 9.
Wagner upptogs 1969 i International Tennis Hall of Fame.

## Tenniskarriären
Marie Wagner vann 6 gånger singeltiteln i Amerikanska inomhusmästerskapen (1908, 1909, 1911, 1913, 1914 och 1917). Dubbeltiteln i samma mästerskap vann hon 4 gånger (1910, 1913, 1916 och 1917). År 1915 spelade hon singelfinal mot den till USA några månader tidigare anlända norskan Molla Mallory. Norskan vann finalen. 
År 1914 var Wagner singelfinalist i Amerikanska mästerskapen. Hon mötte där amerikanskan Mary Browne som var tvåfaldig mästare i den turneringen. I finalen lyckades Wagner ta ett set, men till slut stod Browne som segrare med siffrorna 6-2 1-6 6-1. Browne vann därmed sin tredje raka singeltitel i Amerikanska mästerskapen. 